# John Latham (artista)
John Aubrey Clarendon Latham (23 de febrero de 1921 – 1 de enero de 2006) fue un artista conceptual británico nacido en Rhodesia del Norte.

## Vida y obra

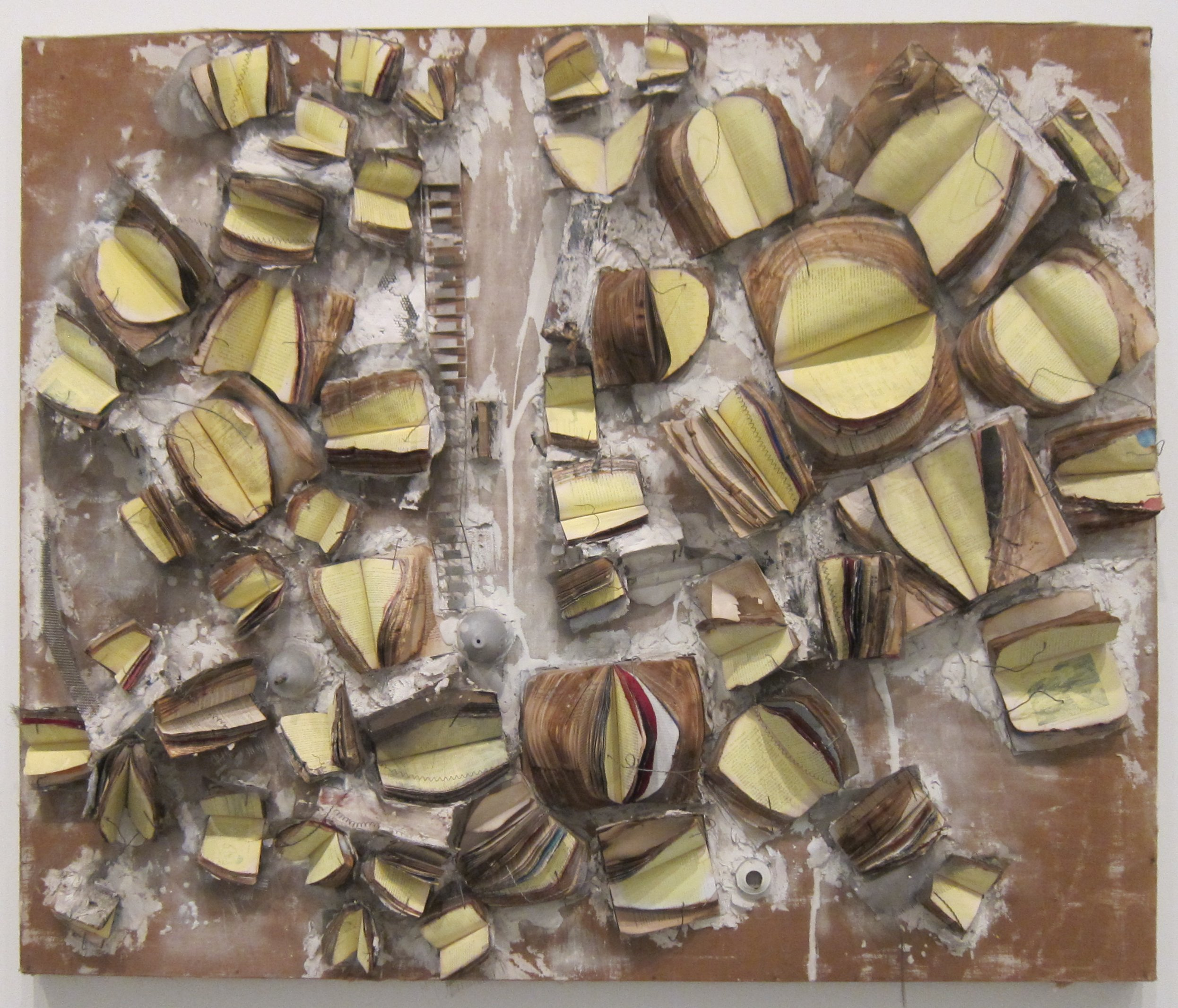
Film Star, 1960, Tate Modern

Latham nació en Rhodesia del Norte del jugador de críquet y administrador colonial Geoffrey Latham . Fue educado en Inglaterra en el Winchester College . En la Segunda Guerra Mundial estuvo al mando de un barco torpedero a motor en la Royal Naval Volunteer Reserve. Después de la guerra estudió arte, primero en Regent Street Polytechnic y luego en Chelsea College of Art and Design . Se casó con la también artista y colaboradora Barbara Steveni en Westminster en 1951.
La lata de aerosol se convirtió en el medio principal de Latham, como se puede ver en Man Caught Up with a Yellow Object (pintura al óleo, 1954) en la colección de la Tate Gallery. Además de la pintura en aerosol, Latham rasgó, cortó, masticó y quemó libros para crear material de collage para su trabajo, como Film Star (1960).
El arte basado en eventos de Latham influyó en el arte escénico . En 1966, participó en el Destruction in Art Symposium en Londres dirigido por Gustav Metzger junto con artistas de Fluxus como Yoko Ono, Wolf Vostell y Al Hansen.
Sus obras "skoob" ("books" escrito al revés) utilizando libros o materiales derivados de ellos tenían el poder de impactar. Pasó de los collages a las torres de libros que luego quemaba, despertando incómodos ecos de la quema pública de libros prohibidos por parte del régimen nazi.
A partir de 1983 Latham vivió y trabajó en su casa, Flat Time House en el barrio de Peckham, en Londres. En 1991 produjo God is Great (no. 2), una obra de arte conceptual que presenta copias de la Biblia, el Corán y un volumen del Talmud, cada uno cortado en dos y pegado a una lámina de vidrio. En 2005, Tate Britain realizó una exposición del trabajo de Latham.
Latham murió en el Kings College Hospital de Camberwell en el sur de Londres, el 1 de enero de 2006.
En 2010 el libro John Latham: Canvas Events fue publicado por la editorial Ridinghouse.
En 2016 el Instituto Henry Moore presentó A Lesson in Sculpture with John Latham, una exposición que aborda la contribución visionaria de Latham al estudio de la escultura, reuniendo dieciséis obras de Latham, que abarcan desde 1958 hasta 2005, en conversación con dieciséis esculturas de artistas que trabajaron en los siglos XX y XXI.
Al igual que Latham, los miembros de la banda de rock Pink Floyd fueron estudiantes del Regent Street Polytechnic. En 2016, Pink Floyd lanzó su colección de material grabado de sus primeros años, raro e inédito en el box set The Early Years 1965-1972. En el segundo CD de la colección hay una improvisación instrumental extendida, similar a la de la sección central de sus interpretaciones de "Interstellar Overdrive", que se grabaron en 1967 como banda sonora para la película Speak de Latham de 1962. La pieza se divide en nueve pistas en dicho CD.
En 2017, el trabajo de Latham se presentó en la exposición principal de la 57.ª Bienal de Venecia, Viva Arte Viva.